# مجلس وزراء الاتحاد

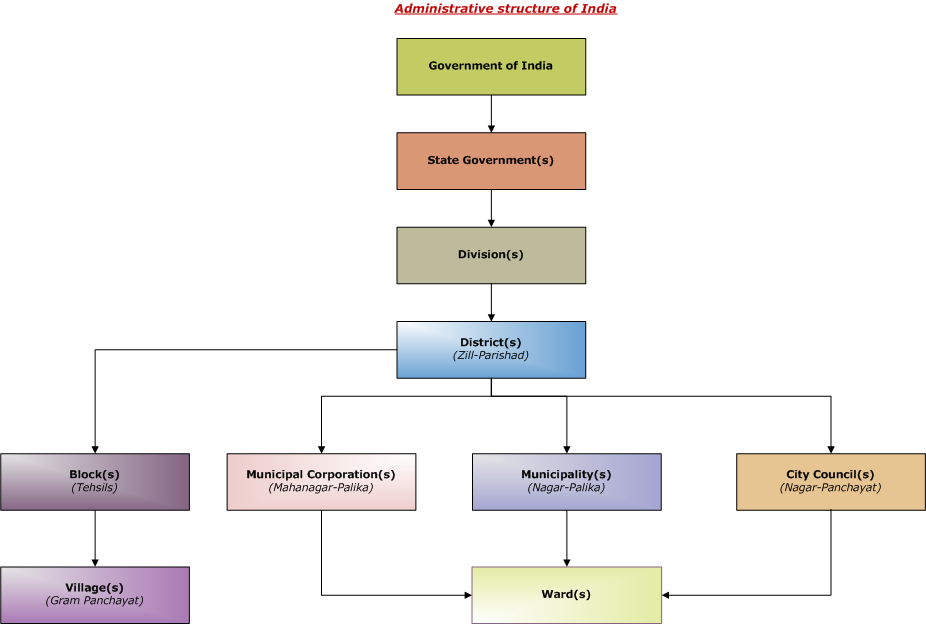

يمارس مجلس وزراء الاتحاد السلطة التنفيذية في جمهورية الهند. ويتكون من كبار الوزراء، ويسمون «وزراء الحكومة»، وصغار الوزراء، ويسمون "وزراء الدولة"، ونادراً، نواب الوزراء..
يقودها رئيس الوزراء. هيئة تنفيذية أصغر، تسمى «مجلس الاتحاد» هي الهيئة العليا لصنع القرار في الهند. فقط رئيس الوزراء والوزراء الكبار هم الأعضاء في مجلس وزراء الاتحاد وفقا للمادة 352.

## روابط خارجية
- Union Council of Ministers at the National Portal of India